# فريدي (لاعب كرة قدم)
فريدي (بالبرتغالية: Frederico Emanuel Tavares Martins‏) (14 أغسطس 1979 في البرتغال - ) هو لاعب كرة قدم برتغالي في مركز الدفاع. شارك مع منتخب البرتغال تحت 21 سنة لكرة القدم. أما مع النوادي، فقد لعب مع ريال مايوركا ب وسي إف آر كلوج ونادي أكاديميكا كويمبرا ونادي باسوش دي فيريرا ونادي جل فيسنتي وF.C. Felgueiras ‏ وAnadia F.C. ‏ وألكي لارانكا ‏.

## وصلات خارجية
- فريدي على موقع الاتحاد الدولي (مؤرشف)  (الإنجليزية)
- فريدي على موقع قاعدة بيانات كرة القدم.إي يو (الإنجليزية)
- فريدي على موقع Soccerway.com (الإنجليزية)
- فريدي على موقع عالم كرة القدم.نت (الإنجليزية)